# Brasiliana Iconográfica
Brasiliana Iconográfica é um portal online de conteúdos digitais que reúne diversos itens dos acervos das instituições culturais brasileiras: a Biblioteca Nacional do Brasil, a Pinacoteca do Estado de São Paulo, o Instituto Moreira Salles e, o Itaú Cultural. Dentre os itens, constam desenhos, pinturas, estudos científicos, aquarelas e, gravuras, que datam desde o século XVI, com os primeiros registros de portugueses no Brasil, até o início do século XX.

## Histórico
O portal teve seu lançamento previsto para março de 2017, contando inicialmente com duas mil obras.

## Acervo
O acervo da Brasiliana Iconográfica tem como foco obras que dizem respeito à cultura e história do Brasil a partir do século XVI, período no qual começam a circular os primeiros mapas e livros sobre a América Portuguesa, com pinturas e estudos científicos sobre a natureza do país.

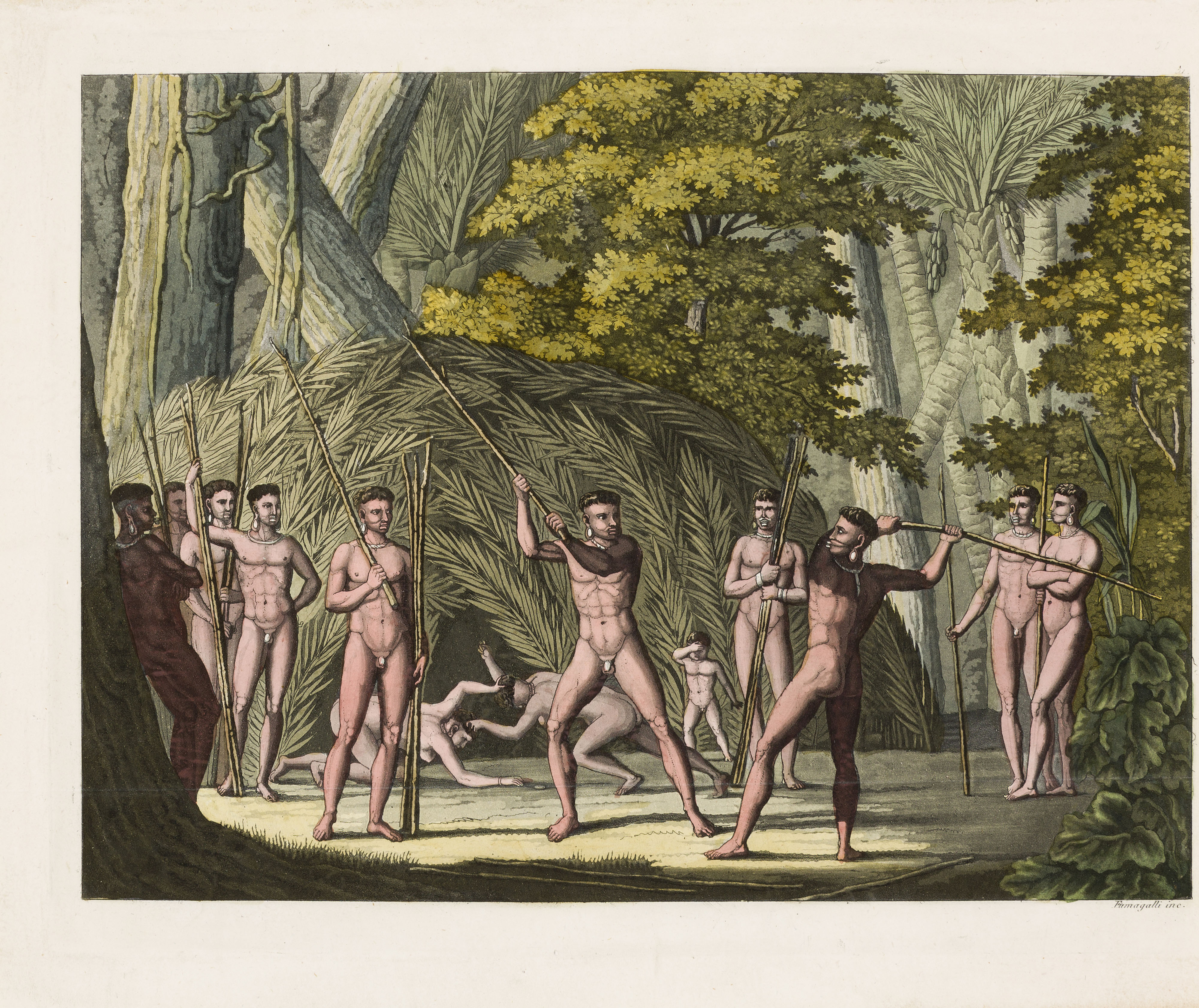
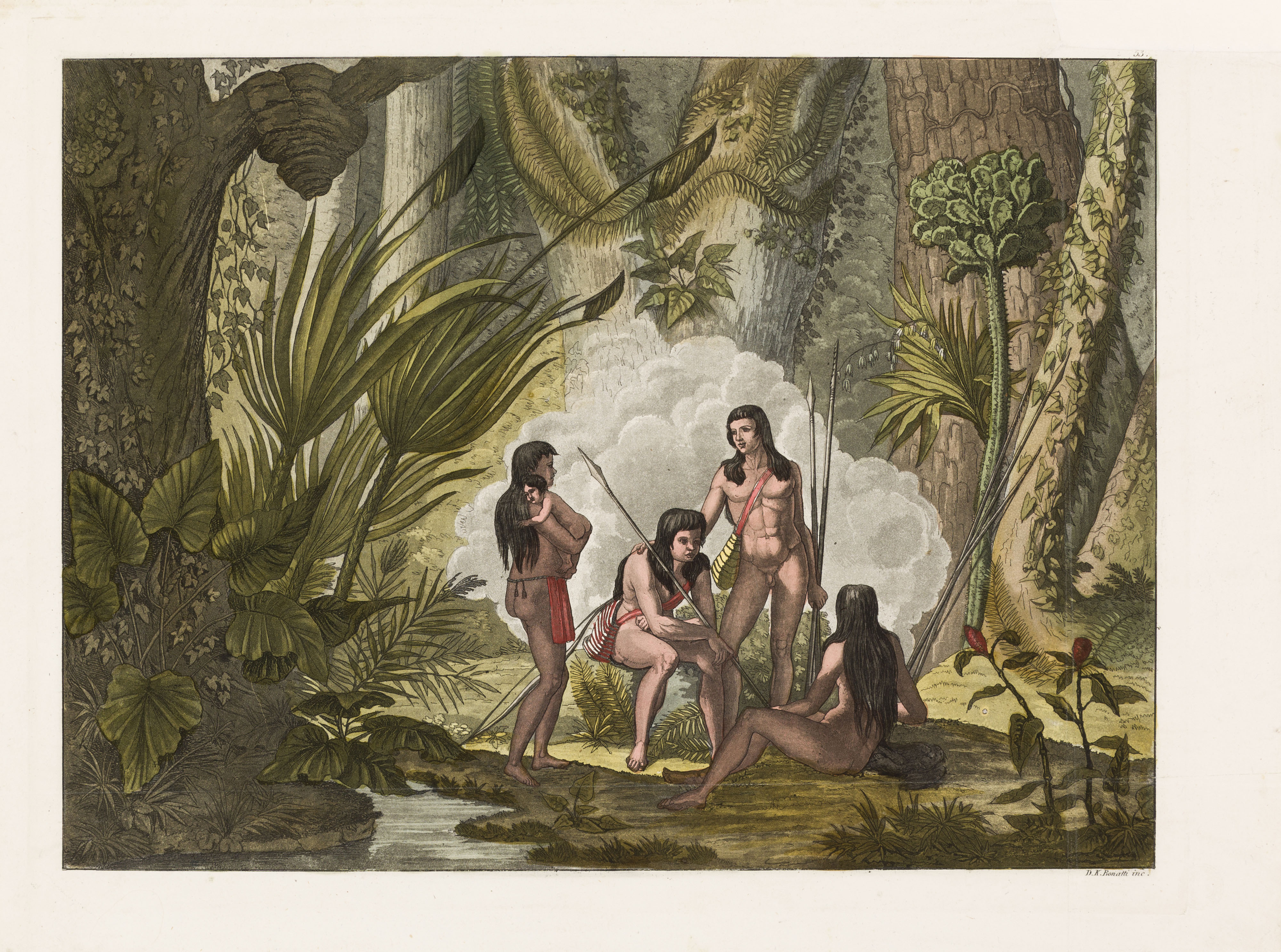
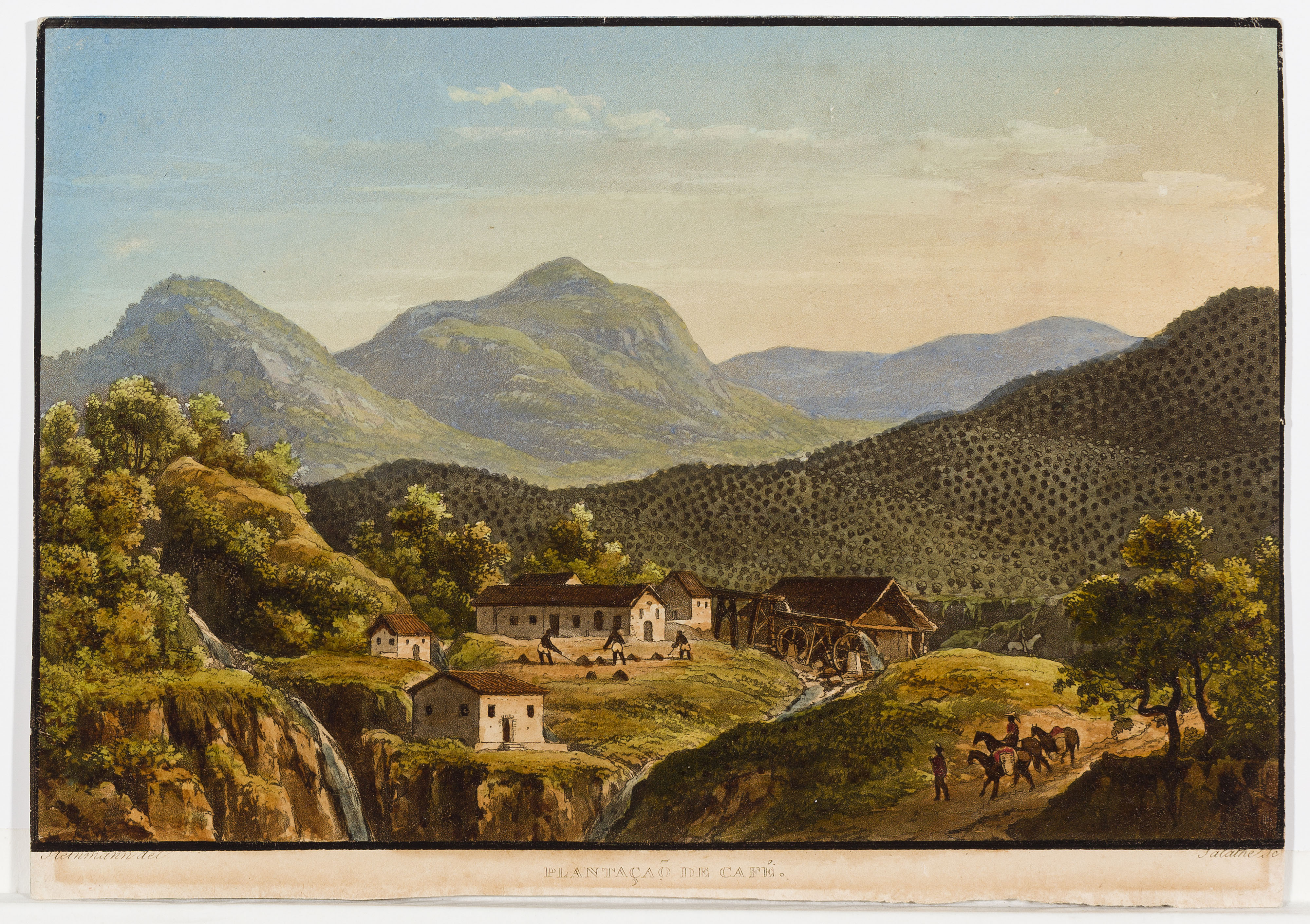